# Фабисяк, Казимеж
Казимеж Фабисяк (пол. Kazimierz Fabisiak; 11 февраля 1903, Варшава — 28 апреля 1971, Краков) — польский актер театра и кино.

## Биография
Окончил драматическое отделение Варшавской консерватории (1924). Выступал в театрах в Лодзи, Варшавы и Кракова. Во время оккупации Польши в годы второй мировой войны, играл и режиссировал в открытых театрах Кракова (в 1944 возглавлял Театр Повшехны).
После войны играл на сценах Польского театра в г. Бельско-Бяла (под псевдонимом Виснич), театров Познани, в 1956—1958 — театра им. Словацкого, с 1958 — в Старом театре, где и умер во время репетиции «Бесов» Ф. Достоевского (режиссёр А. Вайда).

## Избранные роли в театре
- Фойгт в трагикомедии К. Цукмайера «Капитан из Кёпеника. Немецкая сказка» (1960),
- Вилли Ломна в пьесе «Смерть коммивояжёра» А. Миллера (1960),
- Капитан в пьесе «Пляска смерти» Ю. А. Стринберга (1967)
- Отец в «Отдохнешь на бегу» М. Лохутки (1970) и др.

## Роли в кино
- 1970 — Польский альбом / Album polski — профессор археологии
- 1970 — Перстень княгини Анны / Pierścień księżnej Anny — ксёндз Калеб
- 1969 — Приключения канонира Доласа, или Как я развязал Вторую мировую войну — настоятель монастыря — отец Доминик
- 1968 — Почтмейстер / Poczmistrz — почтмейстер
- 1967 — Стена ведьм / Ściana czarownic — Вершицкий
- 1966 — Потом наступит тишина / Potem nastąpi cisza — адвокат Бжицкий, отец Зоси
- 1966 — Ад и небо — дьявол в старом аду
- 1965 — Горячая линия / Gorąca linia — вице-министр Лярыш
- 1964 — Эхо / Echo — Касперский
- 1964 — Барышня в окошке — мастер-ювелир Иоганн Шульц, член городского совета Гданьска
- 1963 — Молчание / Milczenie — приходской священник (главная роль)
- 1963 — Дневник пани Ганки / Pamiętnik pani Hanki — помещик
- 1962 — Раскрытая явка / Drugi brzeg — Гондек, тюремный надзиратель
- 1962 — Между берегами / Między brzegami — дед Филип (главная роль)
- 1962 — Голос с того света / Głos z tamtego świata — (нет в титрах)
- 1961 — Два господина N / Dwaj panowie N — Вацлав Качмарек, партнер огородника Новака
- 1961 — Безмолвные следы / Milczące ślady — аптекарь Станислав Вальчак
- 1960 — Мать Иоанна от ангелов / Matka Joanna od aniołów — ксендз Брым (дублирует Иван Рыжов)
- 1960 — Цена одного преступления (Современная история) / Historia współczesna — Ягода (главная роль)
- 1959 — Место на земле / Miejsce na ziemi — рыбак Эдмунд
- 1958 — Прощания / Pożegnania — мужчина у бара (нет в титрах)
- 1958 — История одного истребителя / Historia jednego myśliwca — Франсуа, фотограф
- 1958 — Дождливый июль / Deszczowy lipiec — курортник
- 1957 — Сокровище капитана Мартенса / Skarb kapitana Martensa — Доминик
- 1957 — История одного истребителя / Historia jednego myśliwca — Франсуа
- 1957 — Земля / Ziemia — ксёндз
- 1957 — Прощание с дьяволом / Pożegnanie z diabłem — адвокат Глёцерек
- 1956 — Зимние сумерки / Zimowy zmierzch — машинист Малиновский
- 1956 — Человек на рельсах / Człowiek na torze — Конарский, член комиссии
- 1956 — Необыкновенная карьера (Никодем Дызма) / Nikodem Dyzma — Леон Куницкий